# Звідки
Звідки — село в Україні, у Зміївській міській громаді Чугуївського району Харківської області. Населення становить 18 осіб. До 2020 орган місцевого самоврядування — Борівська сільська рада.

## Географія
Село Звідки знаходиться за 2 км від річки Уда, примикає до села Борова, від якого відділено залізничною гілкою, станція Звидки. Поруч із селом у балці Довга знаходиться масив садових ділянок.

## Історія
1661 — дата заснування.
1892 року за кошт прихожан була побудована дерев’яна Преображенська церков. За проектом слобідського архітектора В.Х. Немкіна . 
1927 рік. Побудовано залізничну станцію Звидки.
В 2009 році постановою Харківської обласної ради селище Звідки стало селом.
12 червня 2020 року, відповідно до Розпорядження Кабінету Міністрів України  № 725-р «Про визначення адміністративних центрів та затвердження територій територіальних громад Харківської області», увійшло до складу Зміївської міської громади.
19 липня 2020 року, в результаті адміністративно-територіальної реформи та ліквідації Зміївського району, село увійшло до складу Чугуївського району Харківської області.

## Населення

### Мова
Розподіл населення за рідною мовою за даними перепису 2001 року:
| Мова            | Кількість | Відсоток |
| --------------- | --------- | -------- |
| російська       | 104       | 45.61%   |
| українська      | 22        | 9.65%    |
| інші/не вказали | 102       | 44.74%   |
| Усього          | 228       | 100%     |